# Jean Muret (secrétaire pontifical)
Pour les articles homonymes, voir Jean Muret (homonymie) et Muret.

Jean Muret est un ecclésiastique et humaniste français, né au Mans vers 1345, mort sans doute dans la même ville vers 1420.

## Éléments biographiques
D'origine humble, il fit des études de droit canon et obtint une licence en Décret. Il apparaît d'abord comme secrétaire de Pierre Ameil, archevêque d'Embrun, cardinal de la curie d'Avignon à partir du 16 décembre 1378 et grand pénitencier à partir de 1383 († 10 août 1389). On ne sait quand, il passa au service du pape Clément VII († 16 septembre 1394). Il fut ensuite à celui de Benoît XIII jusqu'en août 1498. À cette date, à la suite de la soustraction d'obédience décidée par un conseil des évêques français en juillet, le pape d'Avignon se hâta de pourvoir ses secrétaires de bénéfices ; Jean Muret se vit attribuer l'archidiaconé de Passais, dépendant du chapitre cathédral du Mans. Son ami Jean de Montreuil, secrétaire à la chancellerie royale, lui procura d'autre part un emploi proche de Paris auprès d'un prince du sang.
Après la fuite de Benoît XIII d'Avignon en mars 1403, Muret le rejoignit en Provence en même temps que son collègue Nicolas de Clamanges. Il quitta à nouveau la curie pontificale en 1406 ou 1407. Dans les années suivantes, il fit de fréquents séjours à Paris, puis mourut au Mans en 1420 ou peu avant.
Jean Muret fut un représentant du « premier humanisme français » contemporain du règne de Charles VI. Présent à la cour pontificale d'Avignon dès les années 1380, il s'y lia avec le poète napolitain Giovanni Moccia, secrétaire du cardinal Jacopo Orsini († 15 août 1379) dans les années 1370, à Avignon, puis à Rome, et secrétaire pontifical à Avignon entre 1382 et 1403 ; ce Moccia était un disciple de Boccace, dont il procura le De casibus à Laurent de Premierfait, lui aussi secrétaire pontifical à Avignon dans les années 1390. Muret fut, à titre de pionnier et d'aîné, un membre du groupe d'humanistes français composé notamment de Jean de Montreuil, Nicolas de Clamanges, Gontier Col, Laurent de Premierfait.
De son importante production littéraire, il ne reste qu'un dialogue en latin, écrit vers 1388, le De contemptu mortis.

## Édition
- Ezio Ornato (éd.), « L'umanista Jean Muret e il suo dialogo De contemptu mortis », in Franco Simone (dir.), Miscellanea di studi e ricerche sul Quattrocento francese, Turin, Giappichelli, 1967, p. 243-353.